# Cheung King-lok
Pour les articles homonymes, voir Cheung.
Dans ce nom, le nom de famille, Cheung, précède le nom personnel.
Cheung King-lok (né le 8 février 1991 à Kowloon) est un coureur cycliste hongkongais. Coureur évoluant à la fois sur route et sur piste, il a notamment obtenu la médaille de bronze du scratch lors des championnats du monde de cyclisme sur piste 2014. Il est l'un des meilleurs cyclistes asiatiques des années 2010, remportant de multiples médailles sur ce continent.

## Palmarès sur piste

### Championnats du monde
- Copenhague 2010
  - 20e de la poursuite individuelle
- Apeldoorn 2011
  - 17e de la poursuite par équipes
  - 17e de la poursuite individuelle
- Melbourne 2012
  - 14e de la poursuite par équipes
  - 21e de la poursuite individuelle
- Minsk 2013
  - 12e de la poursuite par équipes
  - 13e de l'américaine (avec Kwok Ho Ting)
- Cali 2014
  -  Médaillé de bronze du scratch
  - 5e de la course aux points
  - 13e de l'américaine
- Saint-Quentin-en-Yvelines 2015
  - 5e de la course aux points
  - 5e du scratch
  - 13e de l'américaine
  - 20e de la poursuite individuelle
- Londres 2016
  - 5e du scratch
  - 9e de la course aux points
  - 14e de l'américaine
- Hong Kong 2017
  - 22e de la course aux points[1]
- Apeldoorn 2018
  - 4e de la course aux points[2]
- Pruszków 2019
  - 14e de l'américaine

### Coupe du monde
- 2017-2018
  - 1er de l'américaine à Minsk (avec Leung Chun Wing)
  - 2e de la course aux points à Minsk

### Championnats d'Asie
- Charjah 2010
  -  Médaillé de bronze de la poursuite par équipes
- Nakhon Ratchasima 2011
  -  Médaillé d'argent de la poursuite par équipes
- Kuala Lumpur 2012
  -  Champion d'Asie de poursuite individuelle
  -  Médaillé d'argent de la poursuite par équipes
- New Dehli 2013
  -  Médaillé de bronze de la poursuite par équipes
- Astana 2014
  -  Champion d'Asie de course aux points
  -  Champion d'Asie de l'américaine (avec Leung Chun Wing)
  -  Médaillé d'argent de la poursuite par équipes
  -  Médaillé de bronze de l'omnium
- Nakhon Ratchasima 2015
  -  Champion d'Asie de l'américaine (avec Leung Chun Wing)
  -  Médaillé d'argent de la poursuite individuelle
- Izu 2016
  -  Champion d'Asie de poursuite individuelle
  -  Médaillé d'argent de l'américaine
  -  Médaillé d'argent de la course aux points
- Nilai 2018
  -  Champion d'Asie de l'américaine (avec Leung Chun Wing)
  -  Médaillé d'argent de la course aux points
- Jincheon 2020
  -  Médaillé de bronze de la poursuite par équipes

### Jeux asiatiques
- Guangzhou 2010
  -  Médaillé d'argent de la poursuite individuelle
  -  Médaillé d'argent de la poursuite par équipes
- Incheon 2014
  -  Médaillé de bronze de l'omnium
- Jakarta 2018
  -  Médaillé d'or de l'américaine (avec Leung Chun Wing)
  -  Médaillé d'argent de la poursuite par équipes

### Jeux de l'Asie de l'Est
- 2013
  -  Médaillé de bronze de la poursuite

### Championnats nationaux
- 2017
  - 2e du championnat de Hong Kong de poursuite
  - 2e du championnat de Hong Kong de course aux points
- 2018
  -  Champion de Hong Kong de course aux points
- 2019
  -  Champion de Hong Kong de poursuite
  -  Champion de Hong Kong de poursuite par équipes (avec Leung Chun Wing, Leung Ka Yu et Mow Ching Ying)
  - 2e du championnat de Hong Kong de l'américaine
  - 2e du championnat de Hong Kong de l'omnium

### Autres compétitions
- 2015-2016
  - 1er de la course aux points à Cali

## Palmarès sur route

### Par années
| - 2009 - Champion d'Asie du contre-la-montre juniors - 3e du Tour d'Okinawa juniors - 2010 - 10e étape du Tour de Corée - 2011 - Championnat de Chine du contre-la-montre - 2e du championnat de Hong Kong sur route espoirs - 2012 - 6e étape du Tour de Hainan - 2e du championnat de Chine du contre-la-montre - 2013 - 2e du Tour de Corée - 2e du championnat de Hong Kong du contre-la-montre - 3e du championnat de Hong Kong sur route - 2014 - Champion de Hong Kong sur route - Champion de Hong Kong du contre-la-montre - 2e du Tour de Thaïlande - 2015 - Champion de Hong Kong du contre-la-montre - 1re étape du Tour de l'Ijen - 3e du Tour de Thaïlande - 3e du Jelajah Malaysia | - 2016 - Champion d'Asie sur route - Champion d'Asie du contre-la-montre - Champion de Hong Kong sur route - Champion de Hong Kong du contre-la-montre - 2017 - Champion de Hong Kong du contre-la-montre - Championnat de Chine du contre-la-montre - 3e du championnat d'Asie du contre-la-montre - 3e du championnat d'Asie du contre-la-montre par équipes - 2018 - Champion d'Asie du contre-la-montre - 3e du championnat d'Asie du contre-la-montre par équipes - 2019 - 3e du championnat d'Asie du contre-la-montre |

### Classements mondiaux
| Année                                 | 2010 | 2011 | 2012 | 2013 | 2014 | 2015 | 2016 | 2017  | 2018 | 2019 |
| ------------------------------------- | ---- | ---- | ---- | ---- | ---- | ---- | ---- | ----- | ---- | ---- |
| Classement mondial                    |      |      |      |      |      |      | 183e | 1061e | 672e | 580e |
| UCI Asia Tour                         | 89e  | 335e | 142e | 11e  | 29e  | 44e  | 7e   | 153e  | 61e  | 23e  |
|                                       |      |      |      |      |      |      |      |       |      |      |
| Légende : nc = non classéSource : UCI |      |      |      |      |      |      |      |       |      |      |